# (21124) 1992 YR2
(21124) 1992 YR2 est un astéroïde de la ceinture principale d'astéroïdes découvert en 1992.

## Description
(21124) 1992 YR2 a été découvert le 18 décembre 1992 au Centre de recherches en géodynamique et astrométrie (CERGA), à Caussols en France, par Eric Walter Elst.

### Caractéristiques orbitales
L'orbite de cet astéroïde est caractérisée par un demi-grand axe de 2,37 UA, un périhélie de 2,23 UA, une excentricité de 0,06 et une inclinaison de 5,14° par rapport à l'écliptique. Du fait de ces caractéristiques, à savoir un demi-grand axe compris entre 2 et 3,2 UA et un périhélie supérieur à 1,666 UA, il est classé, selon la JPL Small-Body Database, comme objet de la ceinture principale d'astéroïdes.

### Caractéristiques physiques
(21124) 1992 YR2 a une magnitude absolue (H) de 14,6 et un albédo estimé à 0,292.